# Брда (Доњи Вакуф)
Брда је насељено место у Босни и Херцеговини у општини Доњи Вакуф које административно припада Федерацији Босне и Херцеговине. Према попису становништва из 1991. у насељу је живјело 137 становника.

## Становништво
По последњем службеном попису становништва из 1991. године, у насељу Брда живело је 137 становника. Становници су претежно били Срби.
| Националност | 1991.        | 1981. | 1971. |
| Срби         | 101 (73,72%) |       |       |
| Муслимани    | 36 (26,76%)  |       |       |
| Укупно       | 137          |       |       |